# Mormolyca hedwigiae
Mormolyca hedwigiae är en orkidéart som först beskrevs av Fritz Hamer och Dodson, och fick sitt nu gällande namn av Mario Alberto Blanco. Mormolyca hedwigiae ingår i släktet Mormolyca och familjen orkidéer. Inga underarter finns listade i Catalogue of Life.